# 孔科雷斯
孔科雷斯（法語：Concorès，法語發音：[kɔ̃kɔʁɛs]）是法国洛特省的一个市镇，属于古尔东区。

## 地理
孔科雷斯（44°39'32"N, 1°23'42"E）面积19 平方千米，位于法国奧克西塔尼大區洛特省，该省份为法国西南部内陆省份，北起顺时针与科雷兹省、康塔爾省、阿韦龙省、塔恩-加龙省、洛特-加龍省和多尔多涅省接壤。
与孔科雷斯接壤的市镇（或旧市镇、城区）包括：代加尼亚克、古尔东、佩里耶、圣沙马朗、圣克莱尔、圣日耳曼迪贝莱尔。

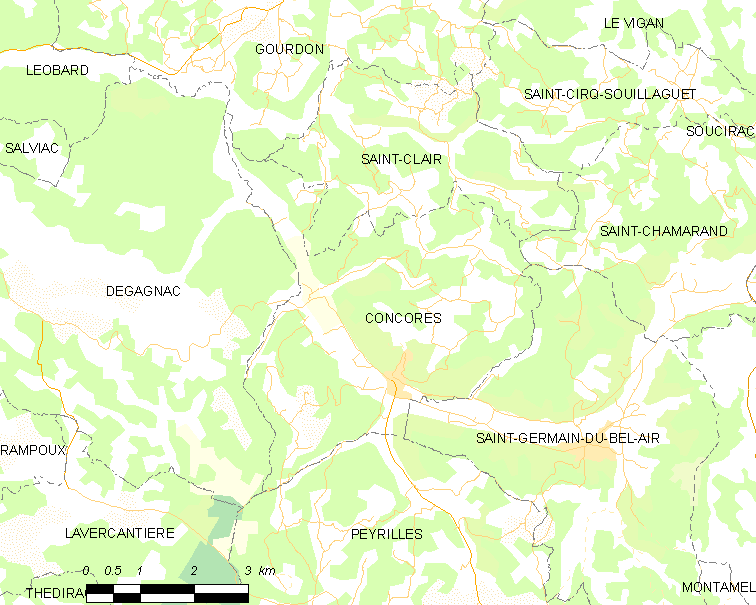
孔科雷斯的OSM定位图

孔科雷斯的时区为UTC+01:00、UTC+02:00（夏令时）。

## 行政
孔科雷斯的邮政编码为46310，INSEE市镇编码为46072。

## 政治
孔科雷斯所属的省级选区为科斯和布里亚讷县。

## 人口

1962-2008年间孔科雷斯人口变化图示

孔科雷斯于2022年1月1日时的人口数量为303人。